# Jean Liedloff
Jean Liedloff (Nueva York, 26 de noviembre de 1926-15 de marzo de 2011) fue una autora estadounidense, más conocida por su libro El concepto del continuum (1975). 
Como adolescente terminó el Seminario de Drew para mujeres jóvenes (Drew Seminary for Young Women) y comenzó sus estudios en la Universidad Cornell. Antes de terminar sus estudios, participó en expediciones en la selva venezolana. Durante una expedición en busca de diamantes, se puso en contacto con el pueblo indígena yekuana. Con el paso de tiempo, se apasionó por los yekuana, tomando la decisión de regresar a Venezuela para vivir con ellos. Liedloff escribió su libro El Concepto del Continuum como un intento de documentar el modo de vivir de los yekuana, en particular su estilo de la educación de los niños. Desde 1968 hasta 1970 trabajó como redactora de revista The Ecologist.
Falleció el 15 de marzo de 2011.